# Mestrescola
El mestrescola va ser una dignitat canonical de les esglésies catedralícies i col·legials, estructurada al segle xii com a successora dels scolastici o magisitri anteriors, i que tenien certs drets o funcions a les escoles.
L'origen etimològic de la paraula és el d'una dignitat que antigament havia tingut jurisdicció o capacitat d'inspecció d'una institució escolar de la seva església, ciutat o diòcesi. Era diferent del caput scholae o cabiscol. Els concilis del Laterà de 1162, 1215 i 1515 va legalitzar el càrrec en imposar la creació d'escoles separades de la catedral però sota el magisteri del mestrescola. El mestrescola tenia l'obligació de tenir cura de la instrucció dels més joves, molts d'ells tenien prerrogatives a les catedrals i exercien jurisdicció ordinària sobre els alumnes matriculats en els seus estudis.
El càrrec d'un mestre a les esglésies catedralícies no era nou, si no que des de molt antic s'havia regulat una figura d'instrucció, com és en el cas del IV Concili de Toledo, amb la presidència d'Isidor de Sevilla, que creia necessari educar els més joves i que, per tant, seria una figura que continuaria a Espanya, però també era present a França, que amb la seva evolució, en lloc de dedicar-se a l'ensenyament ells mateixos, van esdevenir un càrrec superior de superintendència de les escoles.
Van tenir càrrecs importants a les primeres universitats, com en la de Lleida, de la qual van ser cancellers, prerrogativa que més tard va passar a la Universitat de Cervera. El concili de Trento va manar que fossin ordenats d'ordes majors i nomenats doctors o llicenciats en teologia i dret canònic. En crear-se els seminaris, foren normalment professors titulars de teologia.